# Dwa żywioły
Dwa żywioły – drugi album studyjny zespołu Ivan i Delfin. Został wydany w roku 2006 przez wytwórnię Universal Music Polska. Wydawnictwo zawiera 10 utworów i 6 remiksów piosenki "Bara Ba...", która jest pierwszym singlem z płyty. Został do niej nakręcony również teledysk. 

## Lista utworów
1. Niebo i ziemia /03:55/
2. Przezimujmy /03:20/
3. Dwie gwiazdy /03:46/
4. Ania jak anioł /03:09/
5. Niepogoda /03:49/
6. Ogień i Woda /03:13/
7. Wielka miłość /05:10/
8. Bara Ba... /03:33/
9. Witaj i żegnaj /03:52/
10. Gdybym miał gitarę /02:56/
11. Bara Ba... (Camey Radio Mix) /03:29/
12. Bara Ba.. Lukas. La (Mix Club Remix) /04:11/
13. Bara Ba... (Camey Club Mix) /04:41/
14. Bara Ba... (Tony_K Radio Mix) /03:44/
15. Bara Ba... (Tony_K Club Mix) /05:03/
16. Bara Ba... (Wersja video) /09:28/